# 田崎龍一
田崎 龍一（たさき りゅういち、 1954年<昭和29年> - ）は、日本の地方公務員。熊本県教育委員会教育長、熊本県立美術館長、九州看護福祉大学理事長を歴任。瑞宝小綬章受章。

## 人物・経歴
熊本市出身。熊本県庁入庁、同総務部次長、同教委事務局教育次長、同教育長。県庁退職後に熊本県立美術館長。2019年 九州看護福祉大学を運営する学校法人城北学園常務理事。2023年4月 森正臣の後任として理事長。就任時に「大学を取り巻く環境は、人口減少や少子化などで厳しい状況だが、教育の質の向上などに力を入れ、生き残っていきたい。合わせて、地域貢献にも取り組む。定員の確保が大事なので、大学の各学科の魅力を訴え、広報活動にも努めていきたい」と語った。

## その他役職
- 地域とともにある学校の在り方に関する作業部会 専門委員[4]
- 公益財団法人熊本県雇用環境整備協会 理事[5]

## 著作
- 「教育長はこう考える 田崎龍一熊本県教育長に聞く 家庭、地域との連携などに注力」[6]

## 栄典
- 2024年 令和6年秋の叙勲で瑞宝小綬章を受章[1]